# Saint-Baudille-de-la-Tour
Saint-Baudille-de-la-Tour est une commune française située dans le département de l'Isère, en région Auvergne-Rhône-Alpes.
Historiquement rattachée à l'ancienne province du Dauphiné, la commune, à l'aspect essentiellement rural est positionnée au cœur de la région naturelle de l'Isle-Crémieu, elle-même située dans la pointe nord du département.
Ses habitants portent le gentilé de Saint-Baudillois pour les hommes et Saint-Baudilloise pour les femmes.
Prononcé en français phonétique [sɛ̃tbodilwa] pour les habitants et [sɛ̃tbodilwaz] pour les habitantes.

## Géographie

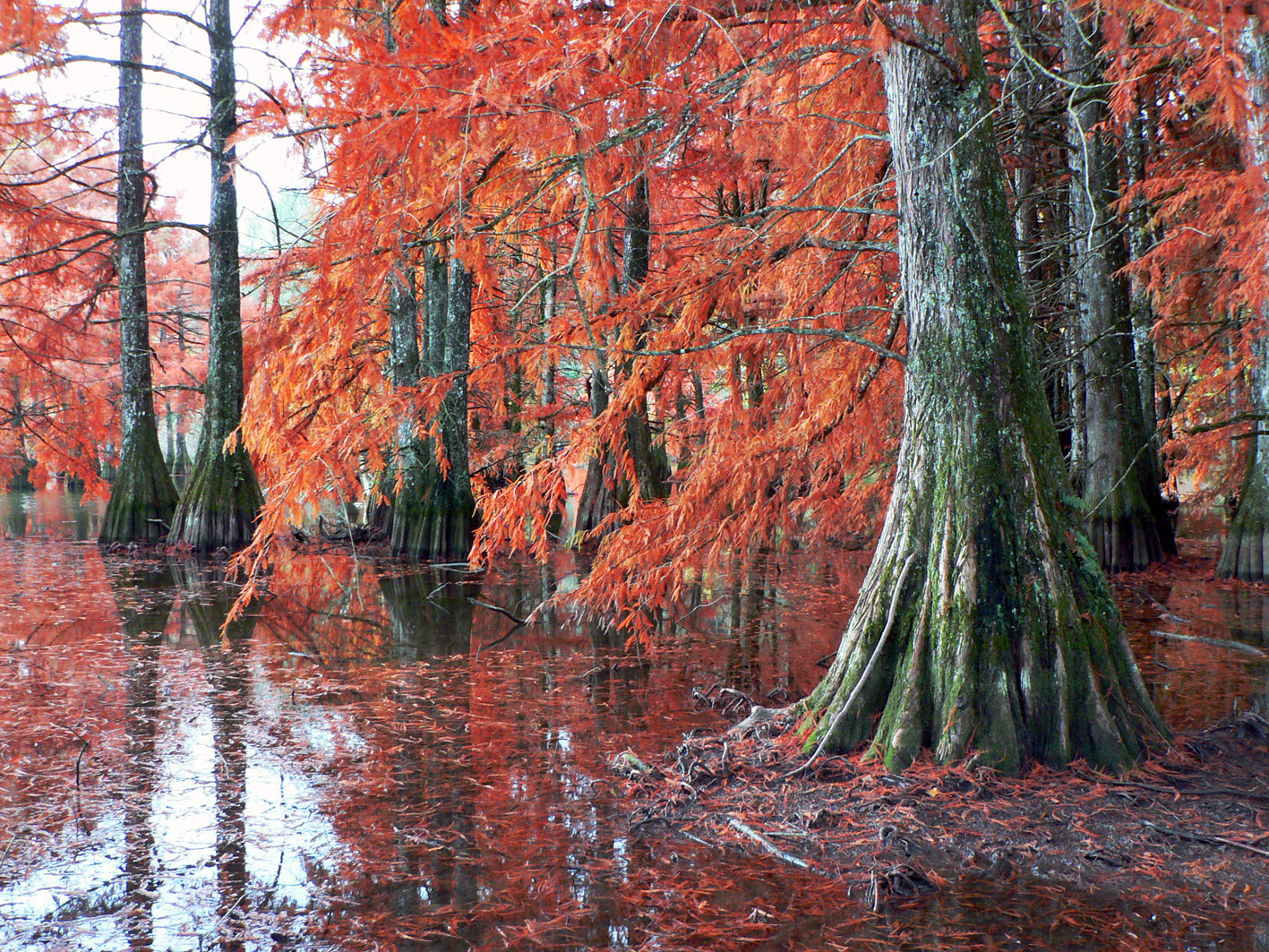
Les cyprès chauves de l'étang de Boulieu, en automne.

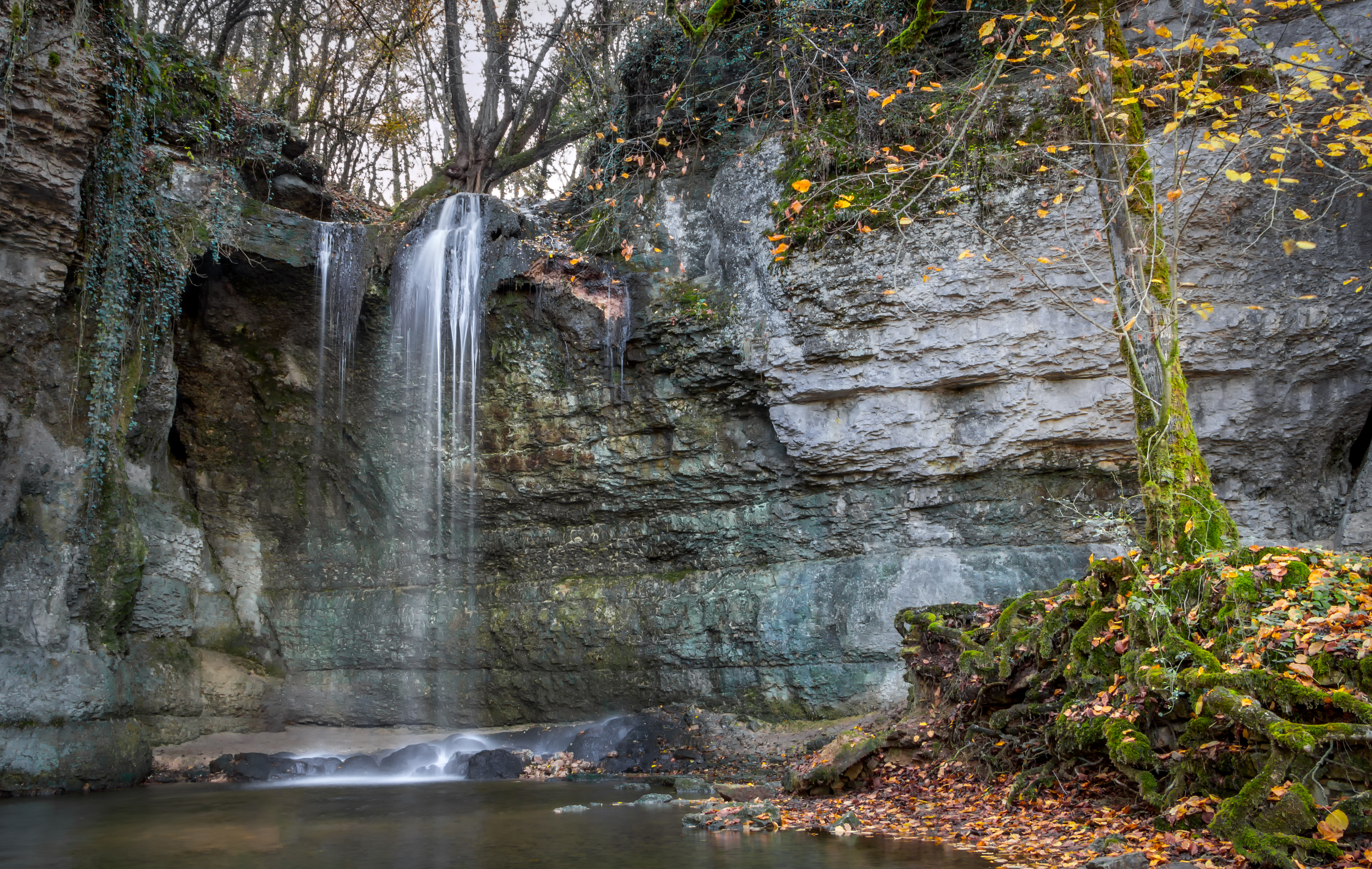
La Cascade de la Roche.

### Situation et description
La commune est située au nord du département de l'Isère, à l'ouest de l'agglomération lyonnaise et non loin du département de l'Ain.
Avec un territoire caractérisé par des paysages vallonnés, des falaises de roche calcaire et des zones humides, la majorité de la commune est classée en zone d'intérêt faunistique et floristique et Nature 2000.

### Communes limitrophes
| Hières-sur-Amby    | La Balme-les-Grottes      | Parmilieu |
|                    | Saint-Baudille-de-la-Tour | Charette  |
| Annoisin-Chatelans | Optevoz                   | Courtenay |

### Géologie
Le territoire communal s'étend entre une zone constitué de collines molassiques et de moraines péri glaciaires à l'est et les terrains plats de la vallée du Rhône qui coule 5 km au nord.

### Climat
Pour des articles plus généraux, voir Climat d'Auvergne-Rhône-Alpes et Climat de l'Isère.
En 2010, le climat de la commune est de type climat des marges montargnardes, selon une étude du Centre national de la recherche scientifique s'appuyant sur une série de données couvrant la période 1971-2000. En 2020, Météo-France publie une typologie des climats de la France métropolitaine dans laquelle la commune est exposée à un climat de montagne ou de marges de montagne et est dans une zone de transition entre les régions climatiques « Bourgogne, vallée de la Saône » et « Jura ». 
Pour la période 1971-2000, la température annuelle moyenne est de 10,9 °C, avec une amplitude thermique annuelle de 17,7 °C. Le cumul annuel moyen de précipitations est de 1 158 mm, avec 10,4 jours de précipitations en janvier et 7 jours en juillet. Pour la période 1991-2020, la température moyenne annuelle observée sur la station météorologique de Météo-France la plus proche, « Montagnieu », sur la commune de Montagnieu à 10 km à vol d'oiseau, est de 12,4 °C et le cumul annuel moyen de précipitations est de 1 099,9 mm,. Pour l'avenir, les paramètres climatiques de la commune estimés pour 2050 selon différents scénarios d'émission de gaz à effet de serre sont consultables sur un site dédié publié par Météo-France en novembre 2022.

### Hydrographie
Saint-Baudille-de-la-Tour est traversée par le Furon à l'est et par l'Amby et le ruisseau de Morteyrieu à l'ouest.
Plusieurs étangs y sont présents, comme une grande partie de l'étang de Lemps, reconnu espace naturel sensible, et l'étang de Boulieu, à côté de la cascade de la Roche, où les cyprès chauves (Taxodium distichum) plongent leurs racines dans l'eau.

## Urbanisme

### Typologie
Au 1er janvier 2024, Saint-Baudille-de-la-Tour est catégorisée commune rurale à habitat dispersé, selon la nouvelle grille communale de densité à sept niveaux définie par l'Insee en 2022.
Elle est située hors unité urbaine et hors attraction des villes,.

### Occupation des sols
L'occupation des sols de la commune, telle qu'elle ressort de la base de données européenne d’occupation biophysique des sols Corine Land Cover (CLC), est marquée par l'importance des territoires agricoles (67,4 % en 2018), une proportion sensiblement équivalente à celle de 1990 (67,3 %). La répartition détaillée en 2018 est la suivante : 
zones agricoles hétérogènes (39,4 %), forêts (24,8 %), prairies (17,4 %), terres arables (10,7 %), zones urbanisées (4,9 %), zones humides intérieures (2,3 %), eaux continentales (0,6 %). L'évolution de l’occupation des sols de la commune et de ses infrastructures peut être observée sur les différentes représentations cartographiques du territoire : la carte de Cassini (XVIIIe siècle), la carte d'état-major (1820-1866) et les cartes ou photos aériennes de l'IGN pour la période actuelle (1950 à aujourd'hui).

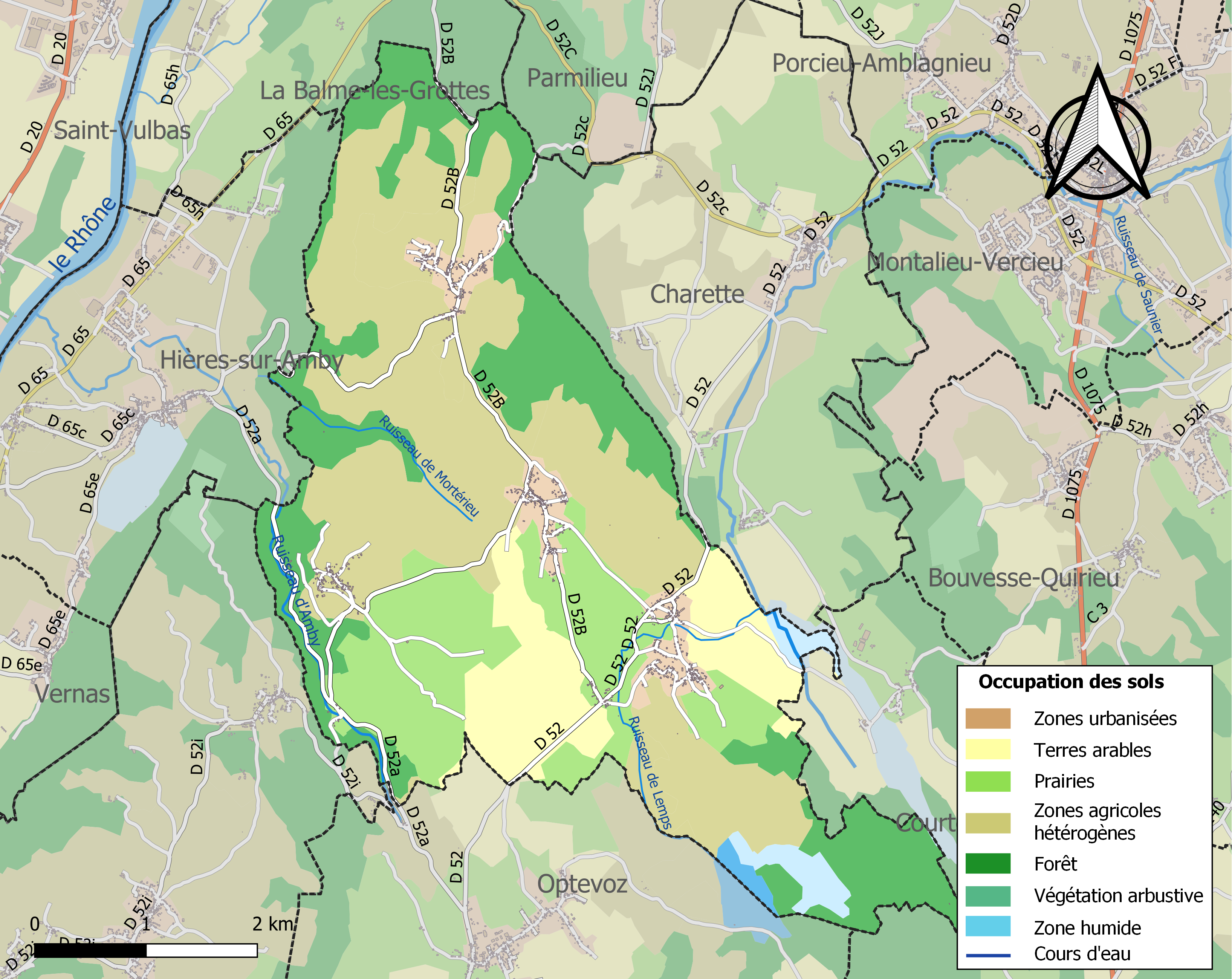
Carte des infrastructures et de l'occupation des sols de la commune en 2018 (CLC).

### Risques naturels et technologiques

#### Risques sismiques
L'ensemble du territoire de la commune de Saint-Baudille-de-la-Tour est situé en zone de sismicité n°3, comme la plupart des communes de son secteur géographique.
| Type de zone | Niveau            | Définitions (bâtiment à risque normal) |
| ------------ | ----------------- | -------------------------------------- |
| Zone 3       | Sismicité modérée | accélération = 1,1 m/s2                |

## Politique et administration
| Période                                  | Période  | Identité      | Étiquette | Qualité |
| ---------------------------------------- | -------- | ------------- | --------- | ------- |
| mars 2001                                | 2013     | René Cochet   |           |         |
| 2013                                     | En cours | Denis Thollon | SE        | Employé |
| Les données manquantes sont à compléter. |          |               |           |         |

## Population et société

### Démographie
L'évolution du nombre d'habitants est connue à travers les recensements de la population effectués dans la commune depuis 1793. Pour les communes de moins de 10 000 habitants, une enquête de recensement portant sur toute la population est réalisée tous les cinq ans, les populations de référence des années intermédiaires étant quant à elles estimées par interpolation ou extrapolation. Pour la commune, le premier recensement exhaustif entrant dans le cadre du nouveau dispositif a été réalisé en 2007.

En 2022, la commune comptait 842 habitants, en évolution de +4,47 % par rapport à 2016 (Isère : +3,07 %, France hors Mayotte : +2,11 %).
| 1793 | 1800 | 1806 | 1821 | 1831 | 1836 | 1841 | 1846 | 1851 |
| ---- | ---- | ---- | ---- | ---- | ---- | ---- | ---- | ---- |
| 784  | 776  | 810  | 878  | 890  | 906  | 914  | 949  | 964  |

| 1856  | 1861  | 1866  | 1872 | 1876 | 1881 | 1886 | 1891 | 1896 |
| ----- | ----- | ----- | ---- | ---- | ---- | ---- | ---- | ---- |
| 1 002 | 1 007 | 1 005 | 969  | 904  | 856  | 874  | 868  | 810  |

| 1901 | 1906 | 1911 | 1921 | 1926 | 1931 | 1936 | 1946 | 1954 |
| ---- | ---- | ---- | ---- | ---- | ---- | ---- | ---- | ---- |
| 743  | 735  | 651  | 579  | 562  | 532  | 496  | 438  | 370  |

| 1962 | 1968 | 1975 | 1982 | 1990 | 1999 | 2006 | 2007 | 2012 |
| ---- | ---- | ---- | ---- | ---- | ---- | ---- | ---- | ---- |
| 327  | 308  | 348  | 430  | 475  | 570  | 699  | 717  | 787  |

| 2017 | 2022 | - | - | - | - | - | - | - |
| ---- | ---- | - | - | - | - | - | - | - |
| 814  | 842  | - | - | - | - | - | - | - |

### Enseignement
La commune est rattachée à l'académie de Grenoble.

### Médias
Historiquement, le quotidien à grand tirage Le Dauphiné libéré consacre, chaque jour, y compris le dimanche, dans son édition du Nord-Isère, un ou plusieurs articles à l'actualité du canton, de la communauté de communes, ainsi que des informations sur les éventuelles manifestations locales, les travaux routiers, et autres événements divers à caractère local.
La commune est située sur l'aire de diffusion de radio Ici Isère, une radio publique qui émet sur tout le territoire du département de l'Isère.

### Cultes
La communauté catholique et l'église de Saint-Baudille-de-la-Tour (propriété de la commune) sont rattachées à la paroisse catholique Saint-Martin de l'Isle Crémieu qui elle-même est rattachée au diocèse de Grenoble-Vienne.

## Culture locale et patrimoine

### Lieux et monuments

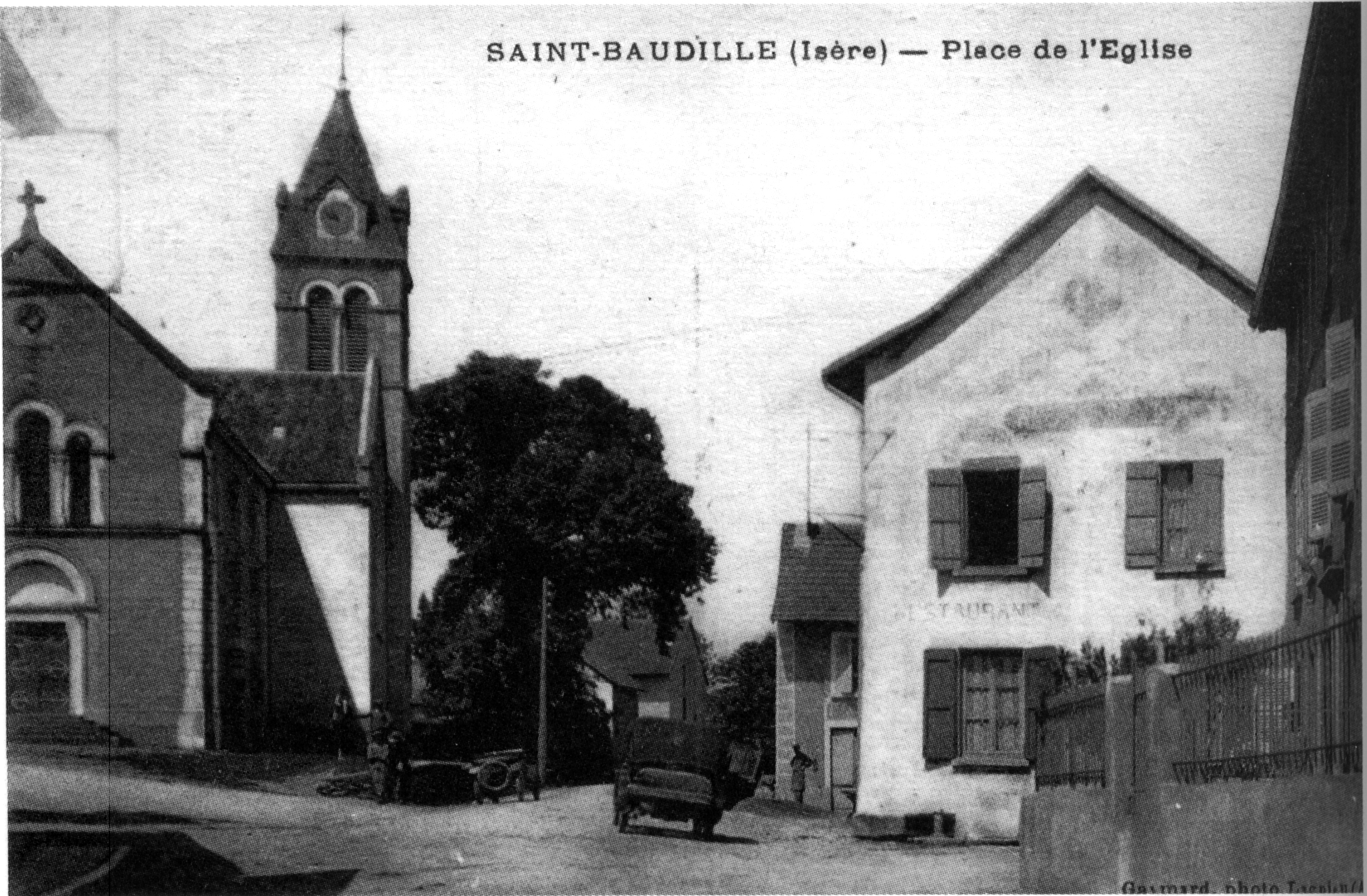
La place de l'église en 1908.

- L'église paroissiale Saint-Baudille de Saint-Baudille-de-la-Tour.
- Le monument aux morts communal qui se présente sous la forme d'une colonne quadrangulaire avec un chapiteau sculpté. Celui-ci est dédié aux soldats de la commune morts durant les deux guerres mondiales[20].
- La maison forte dite ferme des Dames, du XVe siècle[21] : cette ferme peut-être considérée comme l'une des six maisons fortes signalées dans l'enquête pontificale de 1339 sur la paroisse de Saint-Baudille au mandement de Quirieu[réf. nécessaire].
- La maison forte de Brotel : citée depuis le XIVe siècle, remaniée aux XVe et XVIe siècles[22],[23]. C'est dans cette résidence qu'Édouard Herriot choisit de passer la fin de sa vie[22].

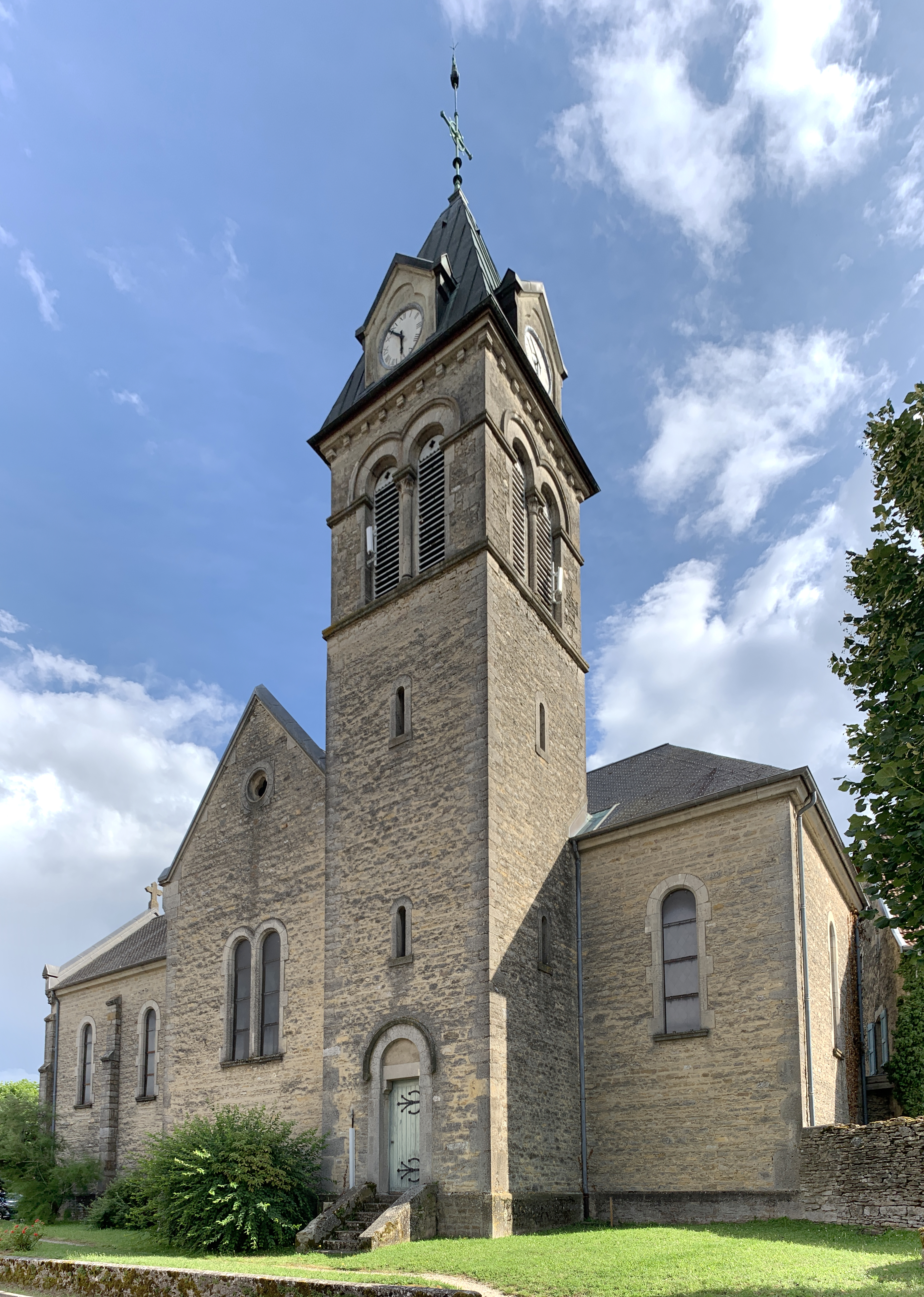
L'église Saint-Baudille.
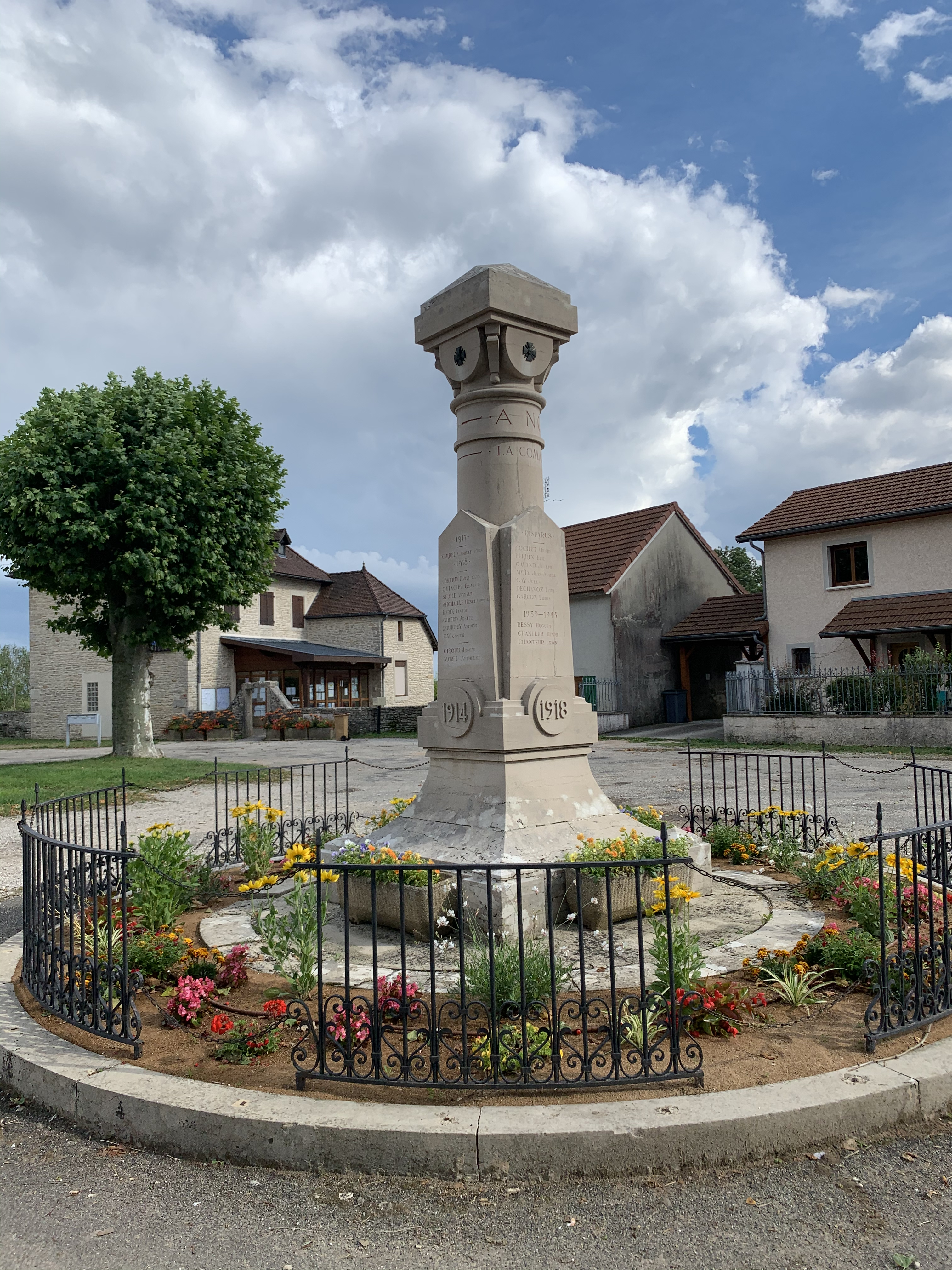
Monument aux morts.
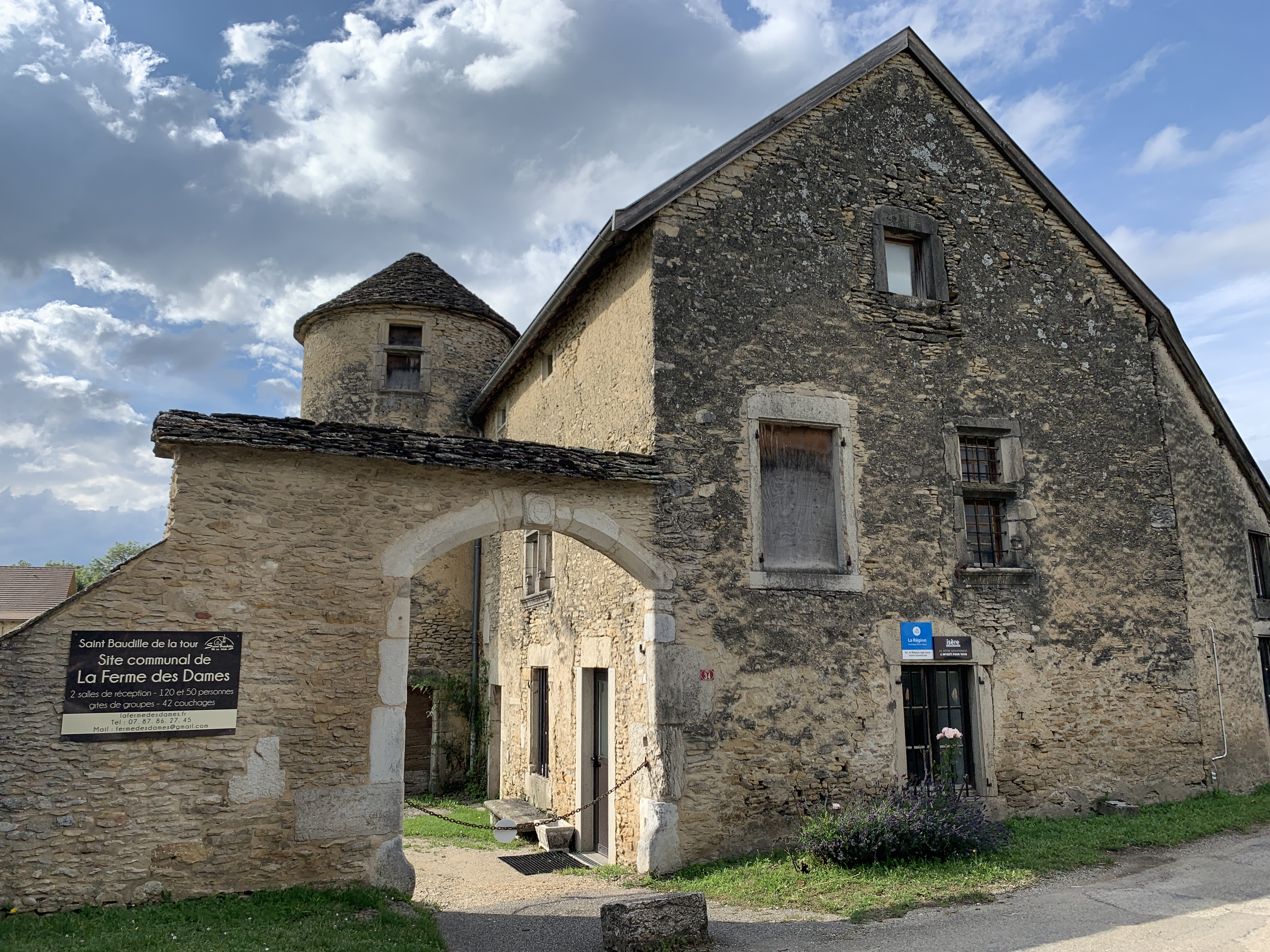
Ferme des Dames.

### Personnalités liées à la commune

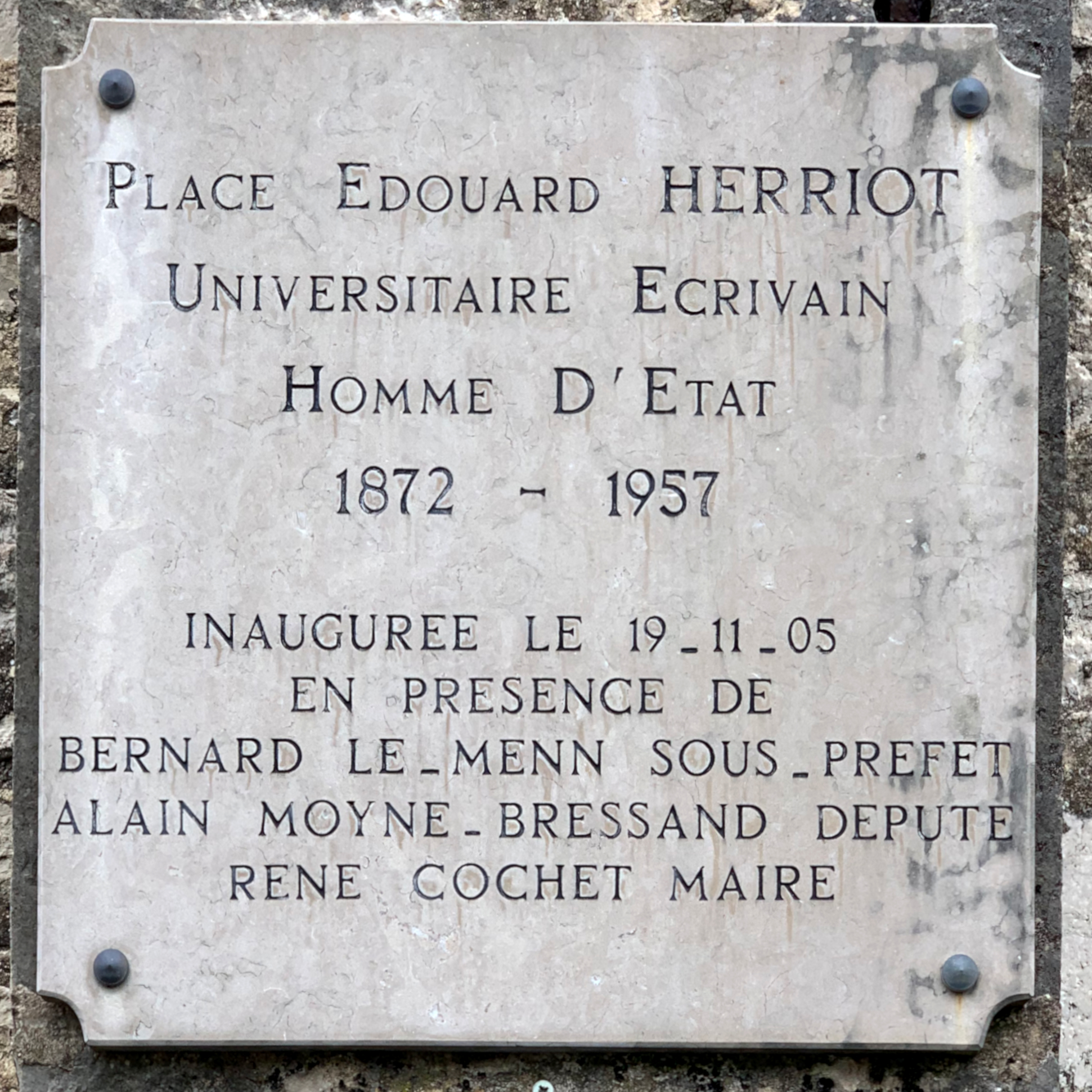
Plaque de l'inauguration de la place Édouard-Herriot.

- Édouard Herriot y possédait une résidence. La place devant l'église porte son nom depuis 2005.

### Héraldique, logotype et devise
| Blason de Saint-Baudille-de-la-Tour | Blason  | De sinople à saint Baudille décapité de carnation, vêtu d’une aube de gueules et d’une dalmatique d’argent, sa tête tranchée posée à ses pieds, tenant dans sa dextre une palme d’argent ; au chef du même chargé d'un casque romain adextré d'outils de carriers et senestré d'outils néolithiques, le tout de sable. |
| Blason de Saint-Baudille-de-la-Tour | Détails | Le statut officiel du blason reste à déterminer. |